# Marais Poitevin
Il "Marais Poitevin" è un grande parco regionale francese che copre circa 80000 ettari attraverso il sud della regione Vandea; è la seconda maggiore zona umida francese e area turistica d'interesse primario. Il principale fiume da cui è attraversata è il Sèvre Niortaise oltre a numerosi canali costruiti dall'uomo. In epoca romana la maggior parte di questa zona era coperta dall'acqua; ci sono voluti anni di costruzioni di dighe e di drenaggio per creare quelle che oggi sono le pianure fertili ad ovest, chiamate anche Marais Desséché (palude asciutta), che hanno un'estensione di 65500 ettari, ormai protette dalla inondazioni, e la Venezia Verde, chiamata Marais Mouillé (palude bagnata), che si stende a oriente. Il 20 maggio 2010 ha ricevuto il titolo di "Grand site de France".

## Storia
Marais Poitevin si è formata in seguito a molti cambiamenti geologici e climatici: durante il pliocene l'area era una zona pianeggiante con un'altitudine poco superiore al livello del mare; i cambiamenti climatici del Quaternario in concomitanza con lo scioglimento dei ghiacciai ai poli fanno innalzare il livello del mare e l'acqua penetra nella pianura dando così origine al letto del fiume Sèvre Niortase e a numerosi altri canali. Successivamente si formò il Golfo di Pictons che prese il nome dai suoi abitanti, i "Pictaves o Pictons" chiamati così perché erano tatuati come le PictesEscossais.
Nell'anno 100 a.C. la zona fu occupata dai galli e poi dai romani che si stabilirono nei dintorni del Golfo di Pictons e iniziarono a svilupparsi le attività commerciali sia via terra che via mare.
Tra il 500 e l'anno 1000 d.C. i romani furono cacciati dai Visigoti e regneranno Carlo Martello e Guglielmo il Grande. Durante il loro dominio gli indigeni si rifugiano nelle parti più selvagge della "palude bagnata" occupandosi principalmente di caccia e pesca e vivendo in capanne che spesso d'inverno erano alluvionate. Le frequenti alluvioni rendevano la zona improduttiva per cui i nobili vendettero quei territori ai monaci benedettini che nella zona avevano costruito numerose abbazie lungo il fiume. Monaci e i residenti cominciarono a drenare il terreno per le colture di cereali: scavarono numerosi canali e fecero un sistema di porte di drenaggio che venivano chiuse con l'alta marea e aperte con bassa marea. Canali quali "Bot-Neuf (1199)", "Bot de Vendée (1210)", "canal des Cinq Abbés", lungo 11 km risalgono a quest'epoca. Tutti i lavori furono svolti principalmente da contadini, ma furono interrotti con la Guerra dei Cent'Anni. Durante la guerra il territorio si degradò e l'attività economica entrò in crisi. L'economia cominciò a rifiorire verso il 1360 grazie al commercio via mare del fiume Sèvre che costituiva un collegamento con l'Oceano Atlantico e un passaggio attraverso la Normandia: grano, sale, pesce, metalli, tessuti erano trasportati verso le regioni interne, il pellame delle concerie della palude verso gli USA.
Nel 1409 un vescovo di Malleizas propose la riqualificazione della palude, ma la guerra dei Cent'anni impedì la sua attuazione. Un evento che segna nettamente l'economia della padude è la Rivoluzione francese in quanto fu stabilita l'abolizione dell'imposta sui beni e conseguentemente vennero meno i guadagni ottenuti dal transito dei mercanti attraverso il fiume; l'impero napoleonico contribuì però a risanare la situazione sfavorevole creatasi in quanto il fiume fu dichiarato ufficialmente "navigabile" e ciò portò ad un traffico fluviale fiorente e di notevole portata. Con la fine dell'impero napoleonico fu fondata la prima "Associazione della palude" e la palude fu bonificata e migliorata con vari progetti e lavori d'intervento e soprattutto fu raggiunto in importante obiettivo: il debellamento della malaria.
Agli inizi del Novecento il commercio è ancora fiorente e si intensificano soprattutto i commerci di pellame con gli USA, scambi che contribuirono contemporaneamente anche all'importazione in Francia di una nuova varietà di pioppo, il pioppo del Virginia, che nel corso del tempo fu trasformato in una nuova specie: il pioppo bianco di Poitou. La presenza di pioppo dette impulso ad un'economia del legno che consisteva nella sua lavorazione, ma anche nel suo trasporto verso altre zone del paese. Nel 1979 è stato denominato "Parco Naturale Regionale", ma in seguito allo sviluppo di un'agricoltura intensiva nella palude gli restò soltanto il nome di "Parco Interregionale" con un'estensione di 185 km². Oggi soprattutto la "Venezia Verde" è un'importante attrazione turistica che si espleta con visite nelle tipiche barche a fondo piatto.

## Fauna
La fauna della palude è molto variegata; le creature più diffuse sono:
- tra i pesci il persico trota, il luccio, il pesce persico, la lucioperca;
- tra gli uccelli acquatici l'alzavola, il germano reale e dal 1960 i cigni reali che solitamente pesano sui 20 kg e hanno un'apertura d'ali di 2,35 metri, il beccaccino, la gallinella d'acqua e il martin pescatore; Martin pescatore

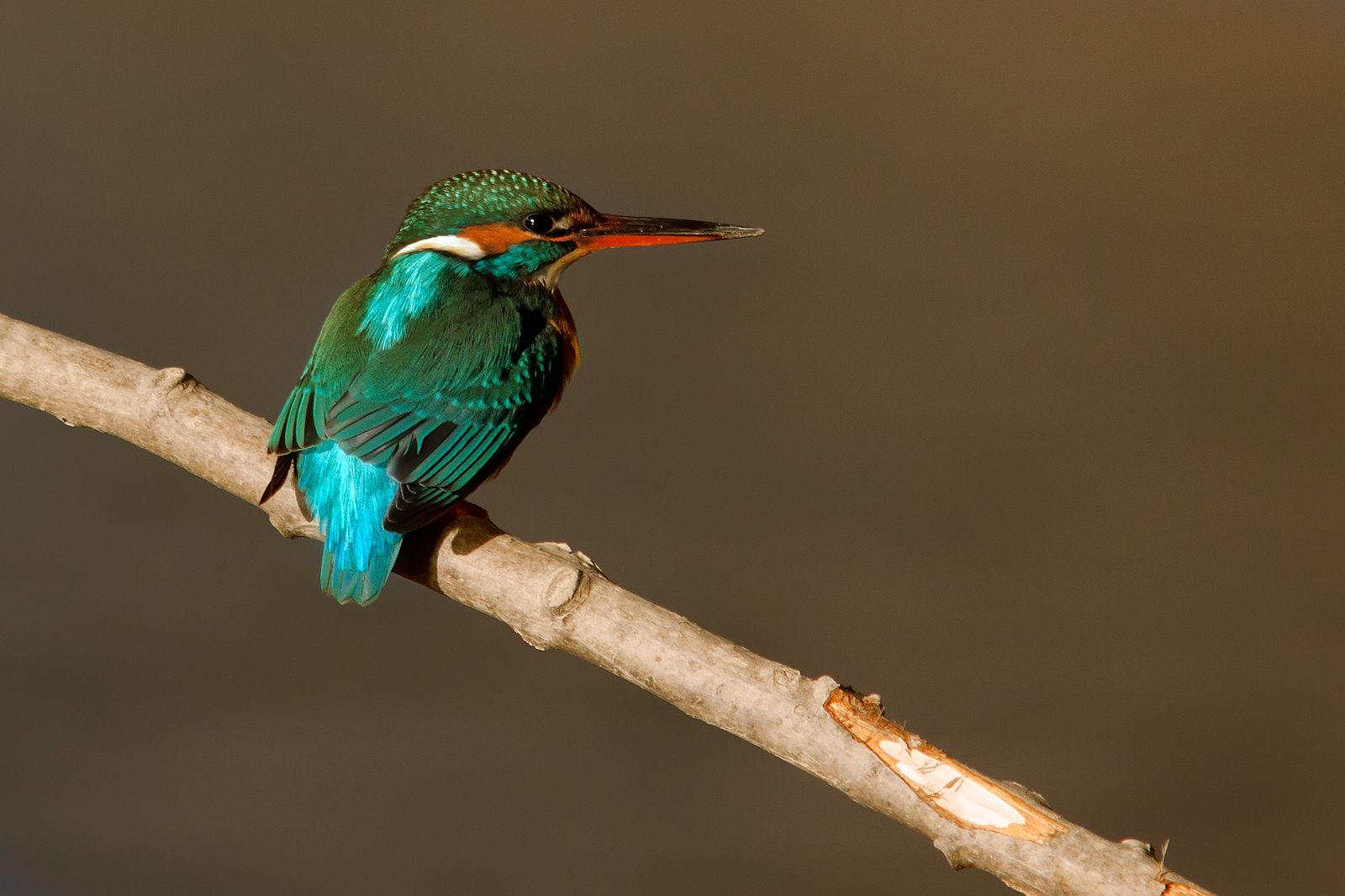
Martin pescatore

- tre specie diverse di aironi: ardea cinerea, ardea purpurea, nycticorax;
- tra i mammiferi semi-acquatici la lontra e la nutria;
- cinque tipi di rane: rana esculenta, rana lessanae, rana temporaria, hyla arborea, rana dalmatina;
- e una grande varietà di insetti tra cui libellule e coleotteri.

## Flora
La flora del parco è caratterizzata da piante come l'angelica, la calta, la salcaria, la consolida e l'iris.

## Le Leggende
Molte leggende di questa zona sono legate a mostri che popolano la palude tra cui il "Drago di Niort", la "Fata Melusina", il gigante "Gargantua", lo spauricchio "Braccio Rosso", lo stregone "Galipote" e il cacciatore "Gallery".
Drago di Niort
Il Drago di Niort era un mostro terribile simile ad un serpente alato che si nutriva di carne umana; di giorno e di notte andava alla ricerca di donne e bambini finché non osò sfidarlo un soldato che aveva disertato dall'esercito. I due contendenti combattono corpo a corpo a Niort. Il soldato spinto dal desiderio di riconquistare l'onore ormai perduto, riesce a infliggere una coltellata alla gola del mostro, la quale al soldato sembrò decisiva e letale. Il valoroso guerriero eccitato per la vittoria si sfila l'elmo, ma il drago sferra l'ultimo attacco e lo morde alla testa; entrambi in fin di vita traggono insieme l'ultimo sospiro.
Fata Melusina
La Fata Melusina era una creatura metà donna e metà serpente con ali da demone. Al chiaro di luna costruiva chiese, monasteri e castelli, ma qualora qualcuno l'avesse avvistata non avrebbe più potuto terminare il suo lavoro.
Gargantua
Gargantua era un gigante dall'appetito insaziabile. L'appetito lo condusse nelle pianure della palude: spinto da un attacco di sete inghiottì tutti i fiumi e le barche della zona, prosciugando in tal modo le pianure occidentali; e dopo aver bevuto così tanto fece i suoi bisogni nelle pianure orientali (dove attualmente c'è la palude).
Braccio Rosso
Braccio Rosso è uno spauricchio feroce che vive nei fondali di pozzi e fontane, e che ha la capacità di tirare dentro chi è sprovvisto di sale.
Galipote
Galipote era uno stregone malvagio condannato a trasformarsi in asino, cavallo o lupo.